# روكا دراتسو
روكا دراتسو (بالإيطالية: Rocca d'Arazzo)‏ هي بلدة وبلدية في مقاطعة أستي في إقليم بييمونتي في جنوب إيطاليا.

## السكان
في سنة 1861 بلغ عدد السكان 2٬282 نسمة، وتطور العدد ليصل في سنة 2011 لـ 944 نسمة.
يظهر هذا المخطط البياني تطور النمو السكاني لـ روكا دراتسو